# Darina Olekszandrivna Apanascsenko
Darina Olekszandrivna Apanascsenko, ukránul: Дарина Олекса́ндрівна Апанащенко (Krivoj Rog, 1986. május 16. –) ukrán válogatott labdarúgó, csatár. Jelenleg az orosz Zvezda-2005 labdarúgója.

## Pályafutása

### Klubcsapatban
A Lehenda Csernyihiv csapatában kezdte a labdarúgást. Következő csapata az orosz Enyergija Voronyezs volt. 2005 és 2008 között a Rjazany VDV együttesében szerepelt. 2009 és 2017 között a Zvezda-2005 játékosa volt. 2018 óta a harkivi Zsitlobud-1 labdarúgója.

### A válogatottban
2002 óta szerepel az ukrán válogatottban. Tagja volt a 2009-es Európa-bajnokságon részt vett csapatnak.

## Sikerei, díjai
- Ukrán bajnokság
  - bajnok: 2001, 2002
- Ukrán kupa
  - győztes: 2001, 2002
- Orosz bajnokság
  - bajnok: 2009
- Orosz kupa
  - győztes: 2012

### Egyéni
- Az év játékosa (7): 2009, 2010, 2015, 2016, 2017, 2018, 2019